# João Alexandre Duarte Ferreira Fernandes
João Alexandre Duarte Ferreira Fernandes, mais conhecido no âmbito do futebol por Neca (Lisboa, Portugal, 31 de Dezembro de 1979), é um ex-futebolista português famoso pelas suas passagens no Belenenses, Vitória de Guimarães e Marítimo. Entre 2007 e 2009, Neca brilhou no Konyaspor e no Ankaraspor da Liga Turca. Em 2010, volta a jogar no seu país de origem, pelo Vitória Futebol Clube e mais recentemente pelo Farense.
É também tratado por Stefan Effenberg do Tejo, dadas as semelhanças no estilo de jogo.